# Strömsborg
Strömsborg je malý ostrůvek v historickém centru Stockholmu, který se nachází severně od ostrova Stadsholmen (v jeho těsné blízkosti), jen asi 200 metrů západně od dalšího malého ostrova Helgeandsholmen, mezi mosty Centralbron (most a silnice dálničního typu, procházející centrem Stockholmu) a Vasabron. Strömsborg je součástí Gamla stan (starého města). S okolím je spojen mostem Strömsborgsbron, což je vlastně jen odbočka
z mostu Vasabron (který vede z ostrova Stadsholmen do čtvrti Norrmalm).

## Historie

### Původní název Stenskär

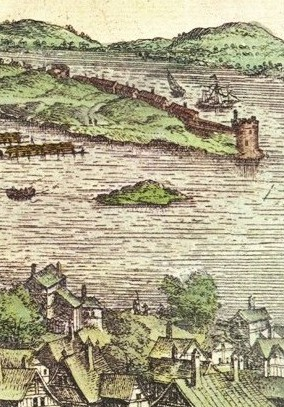
Strömsborg od severu, Riddarholmen v pozadí, detail rytiny Frantze Hogenberga, asi 1570

Místo bylo po staletí známo jako několik nevýznamných útesů obklopených řadou zrádných skrytých skal. Na mapě z roku 1733, kterou vytvořil
Petrus Tillæus, je zakreslen jako neobydlený ostrov, pojmenovaný Stenskär (kamenný ostrůvek). Toto jméno je považováno za původní název ostrova Strömsborg, ale není zdaleka jisté, zda se tento název všeobecně používal. Je dost pravděpodobné, že útesy neměly žádný oficiální název a určitě se neobjevily v úředních záznamech města. Roku 1647 královna Kristýna I. darovala tyto bezvýznamné útesy svému nevlastnímu bratrovi, což ovšem nebylo míněno jako dar, ale pravděpodobně jako pečlivě připravená urážka. Tyto útesy však zůstávaly neprozkoumané a je pravděpodobné, že sdílely osud mnoha podobných ostrůvků a obecně byly označovány jako „nevhodné pro zobrazení na mapách pro nedostatek informací“. Ze 17. století se dochovalo asi 35 map Stockholmu, ale pouze na jedné najdeme ostrůvek Strömsborg zakreslen, mapa však o něm poskytuje minimum informací.

### Vznik názvu Strömsborg
Obchodník Berge Olofson Ström zakoupil ostrůvek v roce 1740 a podle dochovaného popisu z roku 1896 (G. Nordensvan), měl v roce 1750 na ostrově k dispozici kamenný dům „dostatečné velikosti“ obklopený lípami. Bez ohledu na to, kdy skutečně získal ostrov současné jméno, je nepochybně odvozeno jak od mořských proudů, které ostrov obtékaly (švédsky ström), tak od jména obchodníka (Ström) a označení jeho obydlí (Ströms-borg). G. Nordensvan ve svém popisu z roku 1896 dále uvádí, že na ostrově se nacházelo několik restaurací, kuželkoven a veřejných lázních a „...bylo to malé idylické místo, zvláště v době, kdy na ostrovek nevedl žádný most a bylo nutné na něj cestovat veslicemi, kde u vesel byly pestrobarevně oděné ženy z provincie Dalarna“.
Arthur Sjögren, který je nejvíce známý svými ilustracemi románů spisovatele, umělce a novináře Augusta Strindberga, podrobně prostudoval historii ostrova Strömsborg. Ve své zprávě z roku 1926 uvádí, že současný víceméně kruhový tvar ostrova se zformoval nejpozději na konci 19. století. Dále píše, že předtím byl ostrůvek hustě zalesněný a nepravidelně tvarovaný, se souborem několika různých malých budov. Tento půvabně malebný vzhled vzal za své spolu s demolicí původní hlavní budovy v roce 1895. Tato idylka (popsaná ve zprávách G. Nordensvana a Arthura Sjögrena) zmizela spolu se stavbou současného paláce, postaveného v letech 1895–97, který zabírá skoro celou plochu malého ostrova. Palác navrhl stavitel “Johan Andersson“ a architekt “Claes Grundström“, v letech 1929–30 byl přestavěn podle návrhů architekta Ragnara Östberga, který navrhl mimo jiné také budovu Stockholmské radnice.

### Současnost
Idyla izolovaného ostrova se však začala vytrácet již dříve, během výstavby mostu Vasabron v letech 1872–78. Tento most spojuje ostrov Stadsholmen se čtvrtí Norrmalm a vede jen asi 50 metrů severovýchodně od ostrůvku Strömsborg, navíc z toho mostu odbočuje další menší most “Strömsborgsbron“, který vede přímo na ostrov. Idyla definitivně zmizela spolu s výstavbou mostu Centralbron v letech 1961–67. Tato rušná silnice dálničního typu se ostrova prakticky dotýká.
Palác na ostrůvku po mnoho let sloužil jako sídlo pro ústředí “Švédské sportovní konfederace“ (švédsky “Riksidrottsförbundet“), v přízemí přitom byla restaurace. V roce 1953 byl obnoven taneční sál, zatímco další patra se využívaly jako kanceláře až do roku 1994. Od roku 1996 byla celá budova rekonstruována do vzhledu před rokem 1953, ale od té doby v ní byly již jen kanceláře. V současnosti celou budovu využívá Mezinárodní institut pro demokracii a volební podporu (International Institute for Democracy and Electoral Assistance – International IDEA), což je mezivládní organizace na podporu demokracie po celém světě, mající statut oficiálního pozorovatele při OSN.

## Fotogalerie

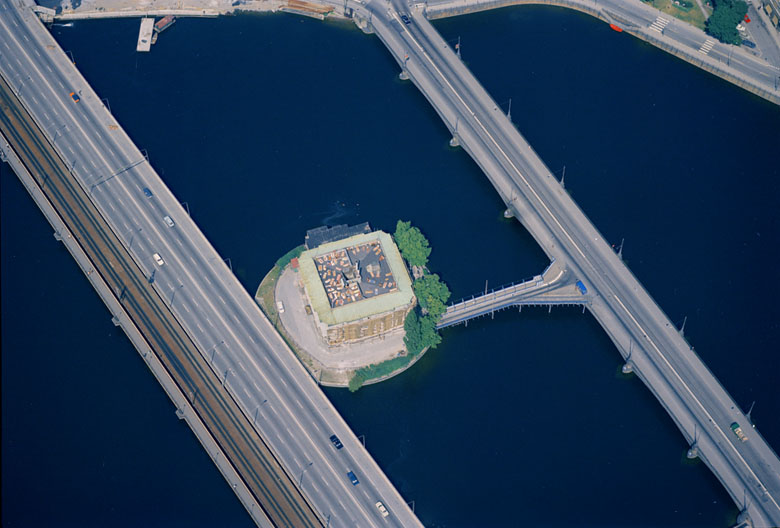
Strömsborg „ztísněný“ mezi mosty Centralbron a Vasabron, z něhož odbočuje malý most na ostrůvek
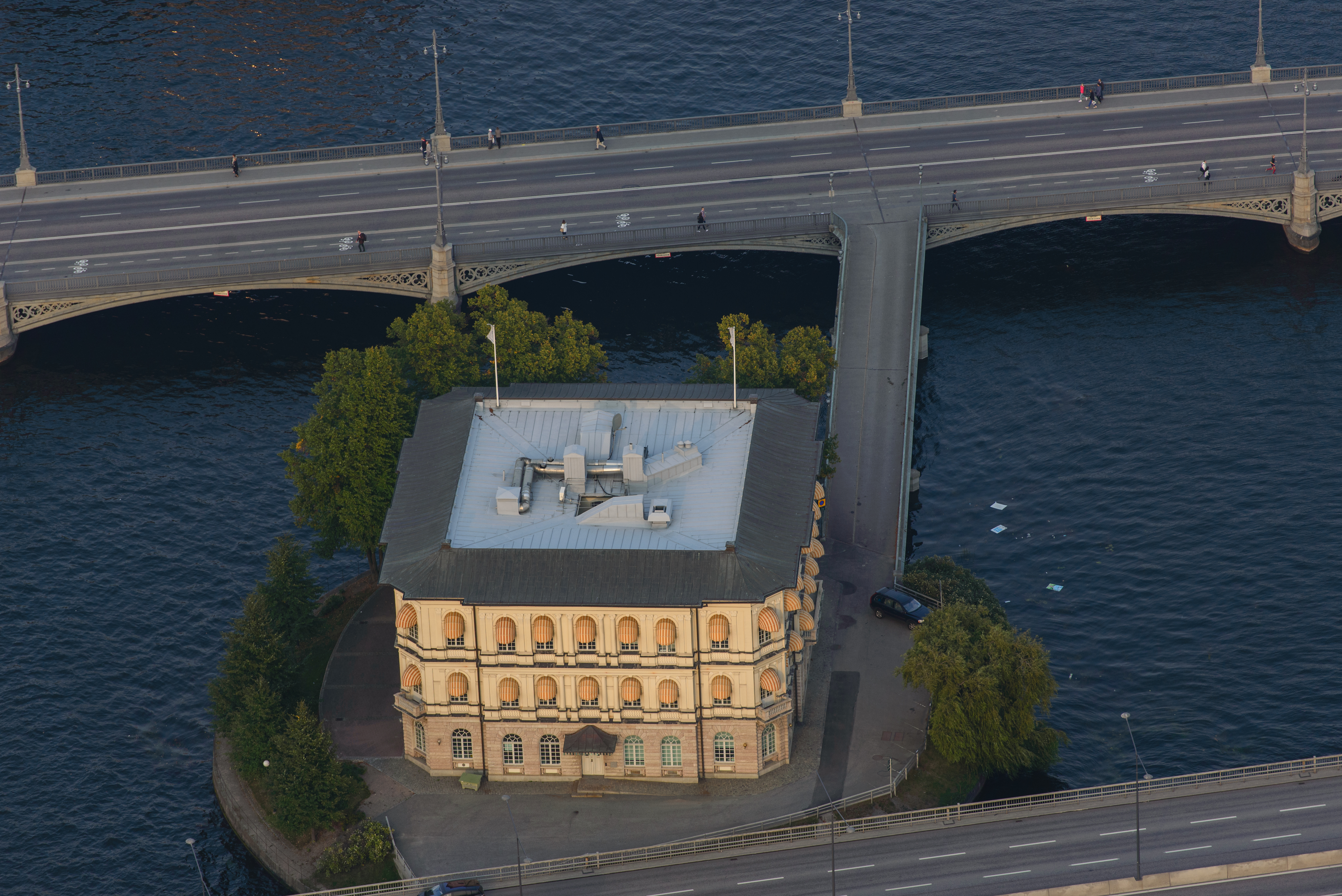
Strömsborg a most Strömsborgsbron (v popředí Centralbron: malá část, v pozadí Vasabron
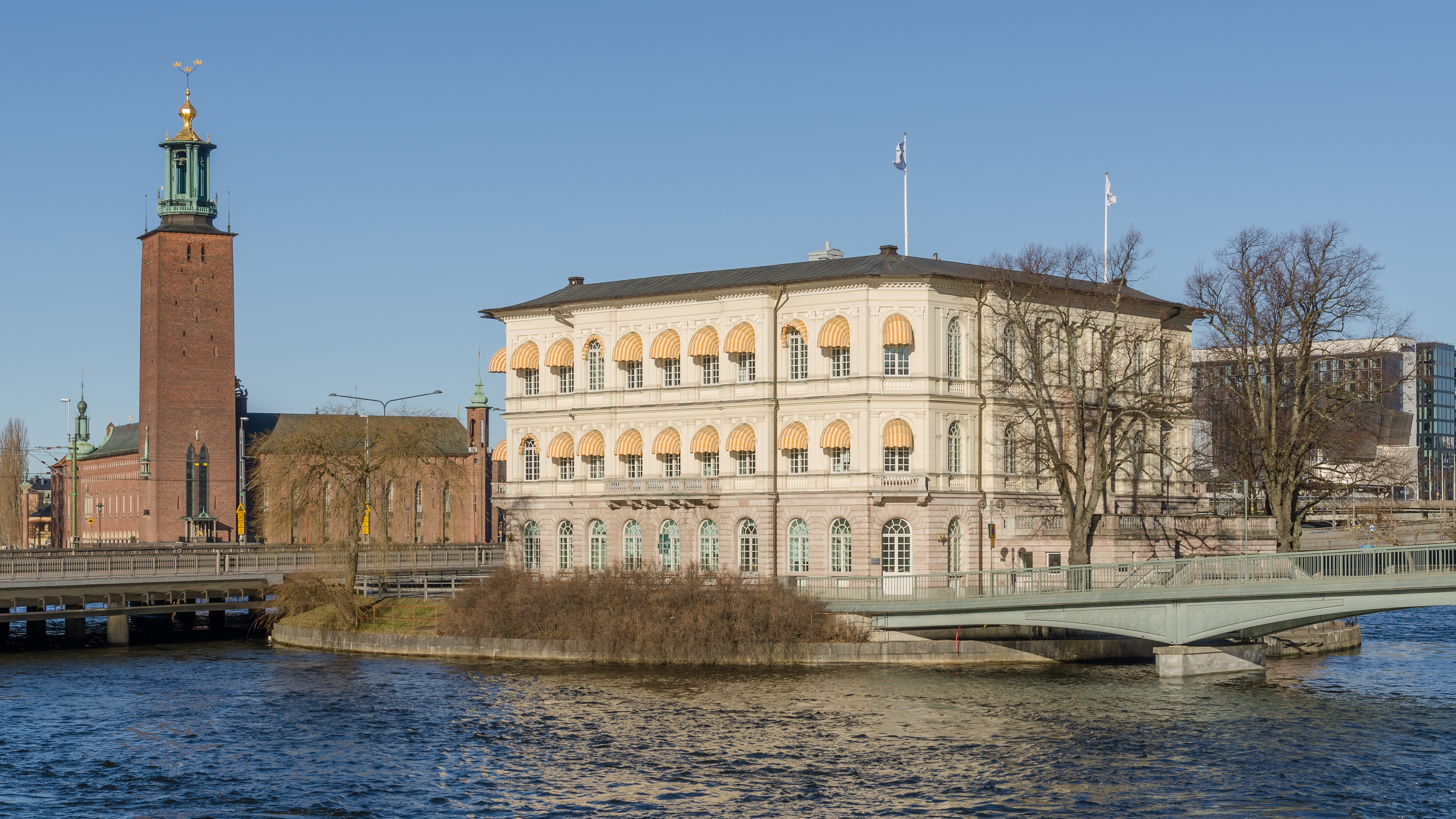
Strömsborg 2014, v pozadí Stockholmská radnice
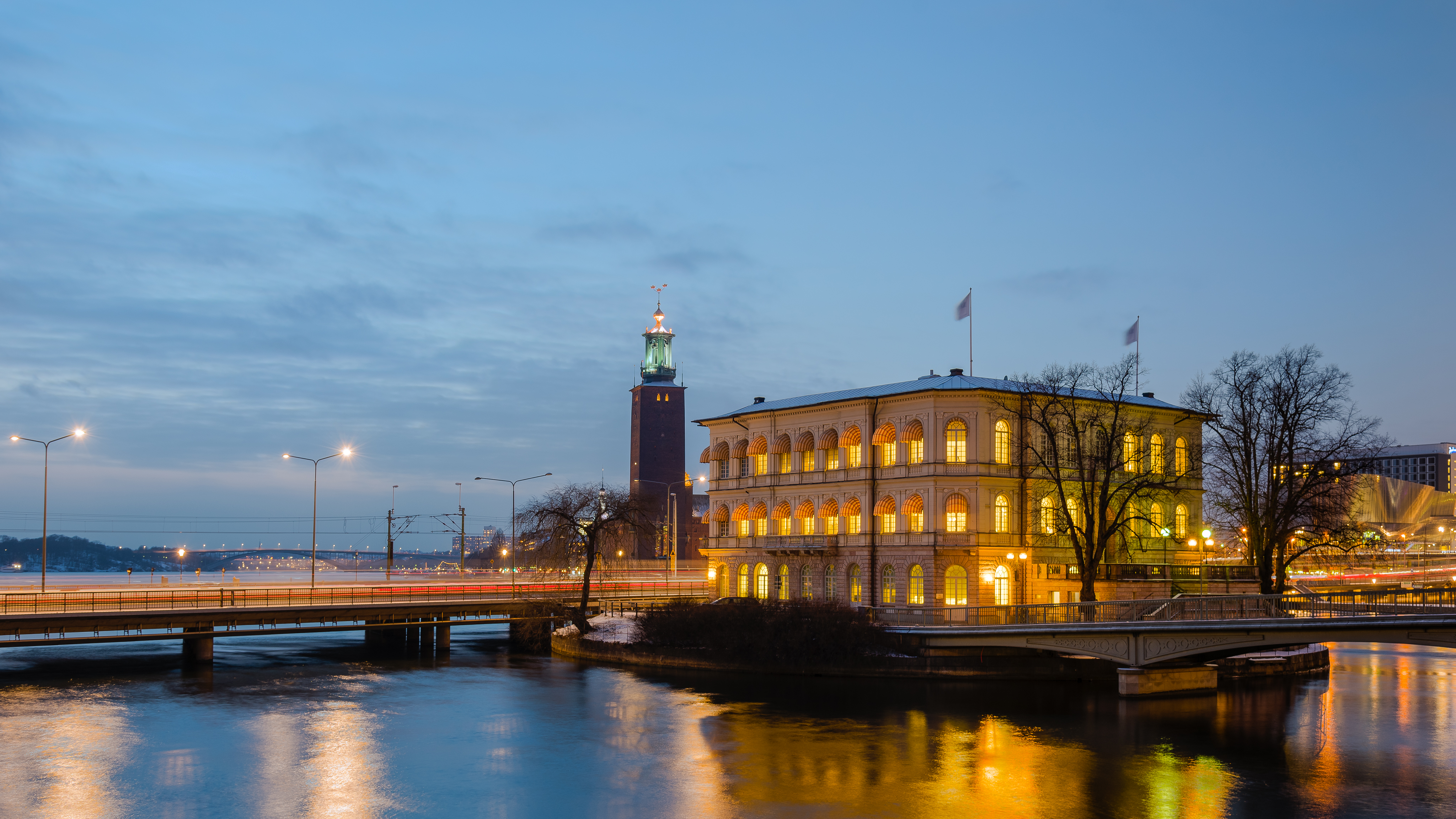
Strömsborg 2016 a Stockholmská radnice, noční fotografie
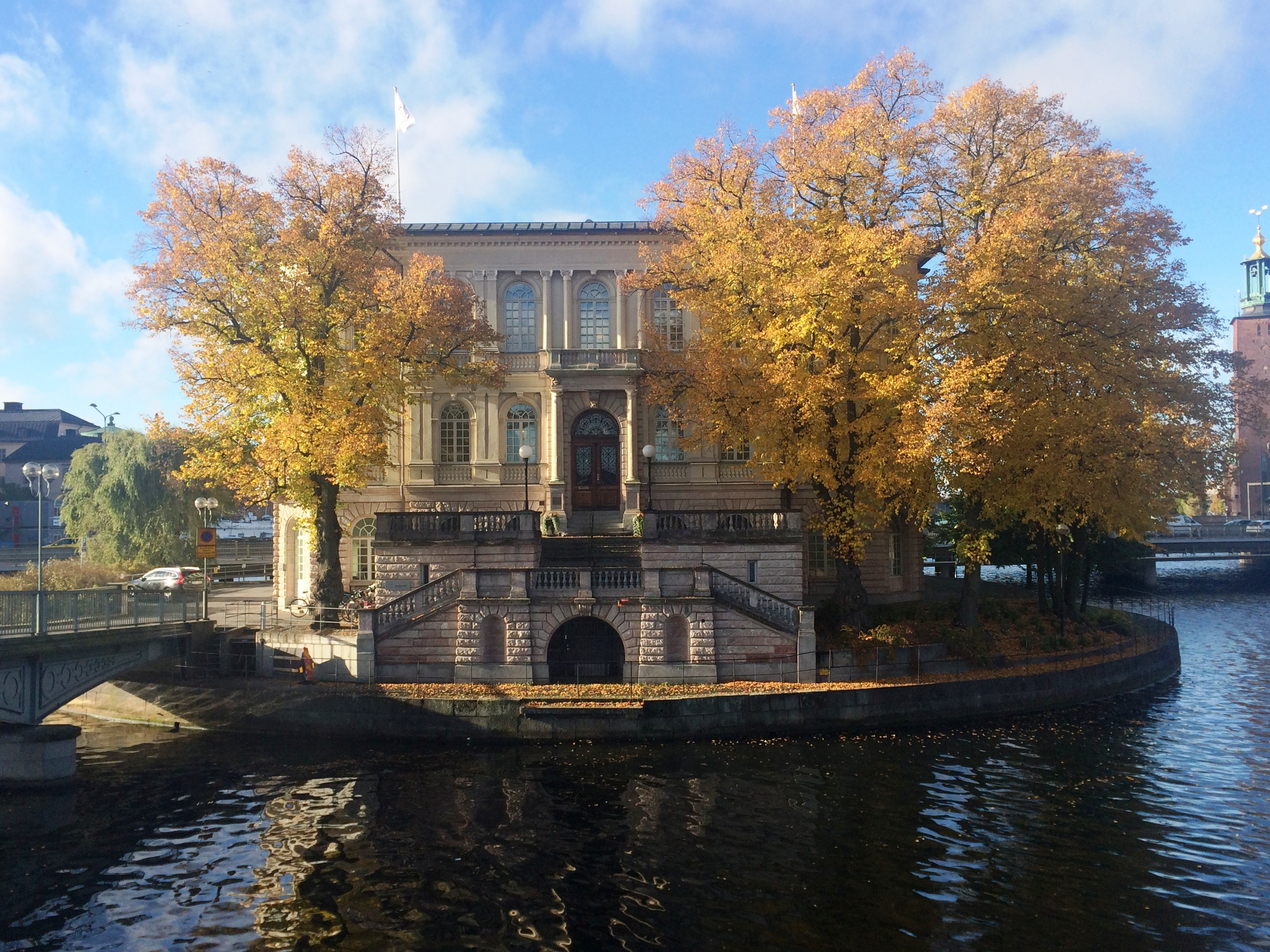
Strömsborg podzim 2016